# كالوم هندري
كالوم هندري (بالإنجليزية: Callum Hendry)‏ هو لاعب كرة قدم بريطاني في مركز الهجوم، ولد في 8 ديسمبر 1997 في بلاكبرن في المملكة المتحدة. لعب مع بلاكبيرن روفرز.